# Kathrin Wörle-Scheller
Kathrin Wörle-Scheller (* 18. Februar 1984 als Kathrin Wörle in Lindau) ist eine ehemalige deutsche Tennisspielerin. Seit ihrer Heirat im April 2013 führt sie den Doppelnamen.

## Karriere
Wörle-Scheller, die Sandplätze bevorzugt, gewann bislang drei Einzel- und sieben Doppeltitel auf dem ITF Women’s Circuit.
Ihren größten Erfolg auf der WTA Tour feierte sie 2009 mit dem Einzug ins Achtelfinale der Taschkent Open (Kategorie International); sie unterlag dort der aus Israel stammenden späteren Turniersiegerin Shahar Peer mit 2:6, 4:6. Ihr bestes Abschneiden bei einem Grand-Slam-Turnier gelang ihr bei den Australian Open, bei denen sie 2006, 2009, 2010 und 2011 als Qualifikantin jeweils die erste Runde erreichte.
Im Doppel konnte sie mit wechselnden Partnerinnen Erfolge feiern. 2008 stand sie mit Nina Brattschikowa im Endspiel des WTA-Turniers in Taschkent, dort unterlagen sie der Paarung Ioana Raluca Olaru/Olha Sawtschuk im Match-Tie-Break mit 7:10. Im Mai 2011 erreichte sie mit Platz 99 erstmals die Top 100 der Doppel-Weltrangliste.
Wörle wurde mit dem TC Radolfzell Deutsche Mannschaftsmeisterin. 2006 spielte sie auch für das deutsche Fed-Cup-Team; bei ihrem einzigen Einsatz für das Team verlor sie gegen China beide Einzel.
Nach der Erstrundenniederlage in der Qualifikation für ein ITF-Turnier in Prag im Mai 2013 spielte sie erst wieder im November 2014 bei einem ITF-Turnier im italienischen Santa Margherita di Pula, wo sie nach einem Erstrundensieg zum Achtelfinale nicht mehr antrat. Im Februar 2015 unterlag sie beim ITF-Turnier in Kreuzlingen ihrer Landsfrau Laura Siegemund mit 1:6 und 1:6.

## Turniersiege

### Einzel
| Nr. | Datum            | Turnier        | Kategorie   | Belag        | Finalgegnerin   | Ergebnis |
| --- | ---------------- | -------------- | ----------- | ------------ | --------------- | -------- |
| 1.  | 2. Dezember 2007 | Beloura-Sintra | ITF $25.000 | Sand (Halle) | Kyra Nagy       | 6:3, 6:2 |
| 2.  | 13. April 2008   | Biarritz       | ITF $25.000 | Sand         | Selima Sfar     | 6:1, 6:3 |
| 3.  | 22. März 2009    | Kairo          | ITF $25.000 | Sand         | Nathalie Vierin | 6:2, 6:4 |

### Doppel
| Nr. | Datum              | Turnier       | Kategorie   | Belag             | Partnerin          | Finalgegnerinnen                         | Ergebnis         |
| --- | ------------------ | ------------- | ----------- | ----------------- | ------------------ | ---------------------------------------- | ---------------- |
| 1.  | 28. Juli 2003      | Bad Saulgau   | ITF $10.000 | Sand              | Christina Fitz     | Antonia Matic Lydia Steinbach            | 6:2, 6:1         |
| 2.  | 20. September 2004 | Jersey        | ITF $25.000 | Hartplatz (Halle) | Emma Laine         | Anousjka van Exel İpek Şenoğlu           | 1:6, 6:1, 6:1    |
| 3.  | 30. Januar 2006    | Belfort       | ITF $25.000 | Hartplatz (Halle) | Kristina Barrois   | Jekaterina Lopes Irina Kuzmina           | 6:1, 6:2         |
| 4.  | 6. August 2007     | Hechingen     | ITF $25.000 | Sand              | Michaela Paštiková | Darija Jurak Sandra Martinović           | 6:4, 6:4         |
| 5.  | 13. Juli 2009      | Contrexéville | ITF $25.000 | Sand              | Yvonne Meusburger  | Stéphanie Cohen-Aloro Pauline Parmentier | 6:2, 6:2         |
| 6.  | 25. April 2011     | Chiasso       | ITF $25.000 | Sand              | Yvonne Meusburger  | Claire Feuerstein Anaïs Laurendon        | 6:3, 6:3         |
| 7.  | 28. Mai 2012       | Maribor       | ITF $25.000 | Sand              | Elena Bogdan       | Karen Barritza Anna-Lena Friedsam        | 6:2, 2:6, [10:5] |